# Gmach Biblioteki Uniwersyteckiej we Wrocławiu przy ul. Karola Szajnochy
Gmach Biblioteki Uniwersyteckiej we Wrocławiu przy ul. Karola Szajnochy (niem. Stadtsparkasse und Stadtbibliothek Breslau, Stadtbibliothek Breslau) – zabytkowy budynek Biblioteki Uniwersyteckiej we Wrocławiu.

## Powstanie
Niemiecka gospodarka pod rządami cesarza Wilhelma II przeżywała niespotykany rozwój, głównie w sektorach przemysłu, handlu i bankowości. Podobna sytuacja miała miejsce we Wrocławiu, gdzie powstawało wiele banków obsługujących setki drobnych inwestorów. Na pierwszy plan wysunęła się potrzeba wybudowania Miejskiej Kasy Oszczędności (niem. Stadtsparkasse), będącej czwartą tego typu placówką w Niemczech, która stała się inwestycją uprzywilejowaną. 

Do końca XIX w. wrocławskie zbiory biblioteczne były rozproszone w wielu lokalizacjach, dlatego dyrektor wrocławskiej Biblioteki Miejskiej oraz Archiwum Miejskiego Hermann Markgraf nalegał na zebranie ich w jednym miejscu. Budowa nowego gmachu Miejskiej Kasy Oszczędności pozwoliła na połączenie jego funkcji z potrzebami bibliotecznymi. 

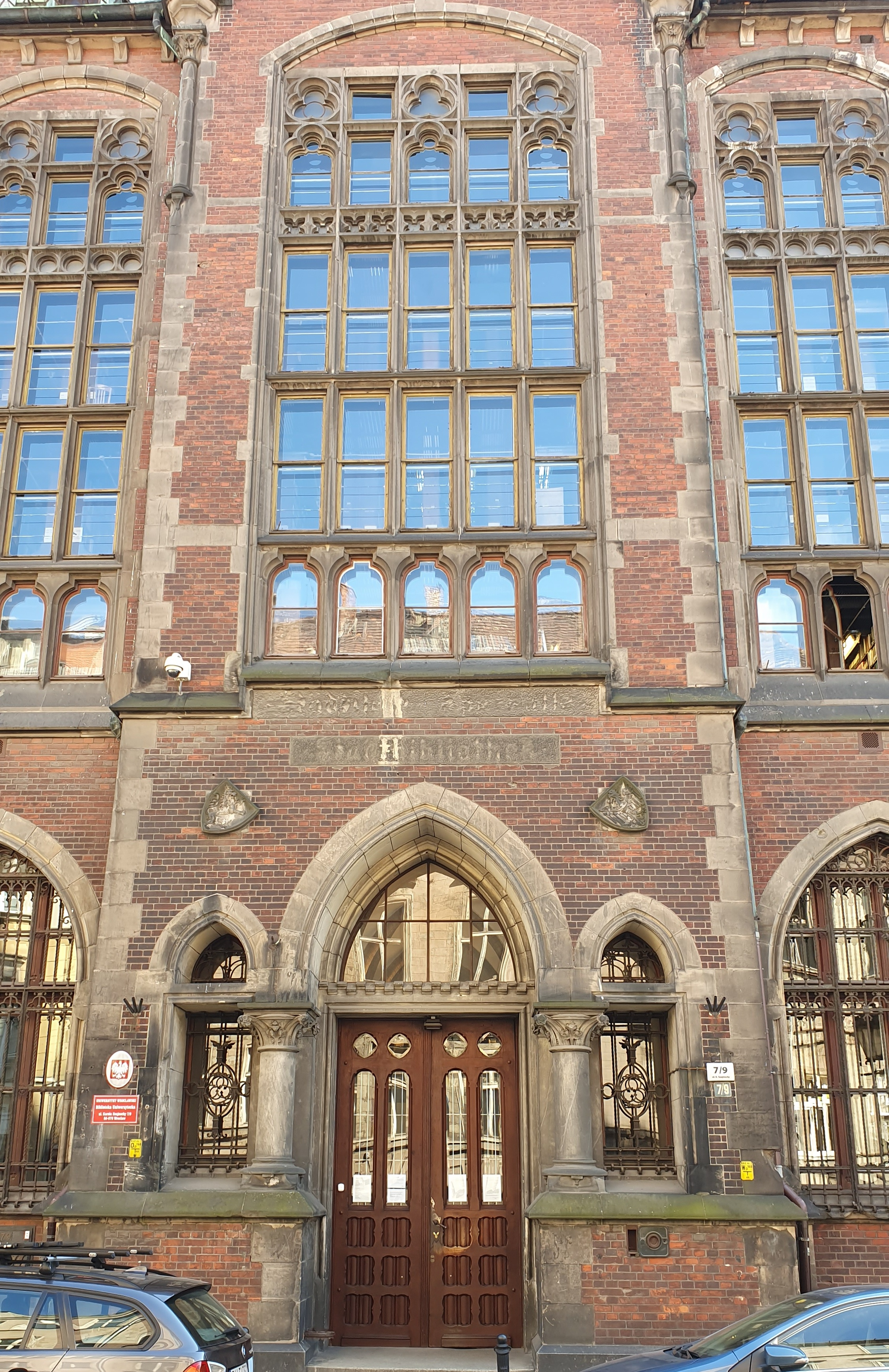
Portal wejściowy do starego gmachu Biblioteki Uniwersyteckiej we Wrocławiu

Na miejsce inwestycji wybrano teren dawnej posesji Am Mühlhof, w pobliżu średniowiecznego targu końskiego, którą wykupił Urząd Miejski pod koniec 1885 roku. Placowi przy nowym gmachu nadano nazwę Karlsplatz. Budynek został wzniesiony w latach 1887–1891 przy ul. Karola Szajnochy 7/9 (niem. Roßmarkt) według projektu architekta miejskiego Richarda Plüddemanna. Pomieszczenia Miejskiej Kasy Oszczędnościowej (sale operacyjne, skarbiec i pomieszczenia administracyjne) umieszczono na parterze, a na wyższych piętrach znalazły się przestrzenie dla Biblioteki Miejskiej (niem. Stadtbibliothek) na 150 tys. ksiąg. W budynku mieścił się ponadto oddział Banku Miejskiego (niem. Breslauer Stadtbank), który w 1931 lub w 1933 roku przeniósł się do wzniesionego dla niego wieżowca na wrocławskim Rynku, oraz pomieszczenia dla Archiwum Miejskiego (niem. Stadtarchiv) (przeniesione w 1906 do nowego gmachu Archiwum Państwowego przy ulicy M. Skłodowskiej-Curie)  oraz mieszkania służbowe, w tym dla dyrektora.

## Opis architektoniczny

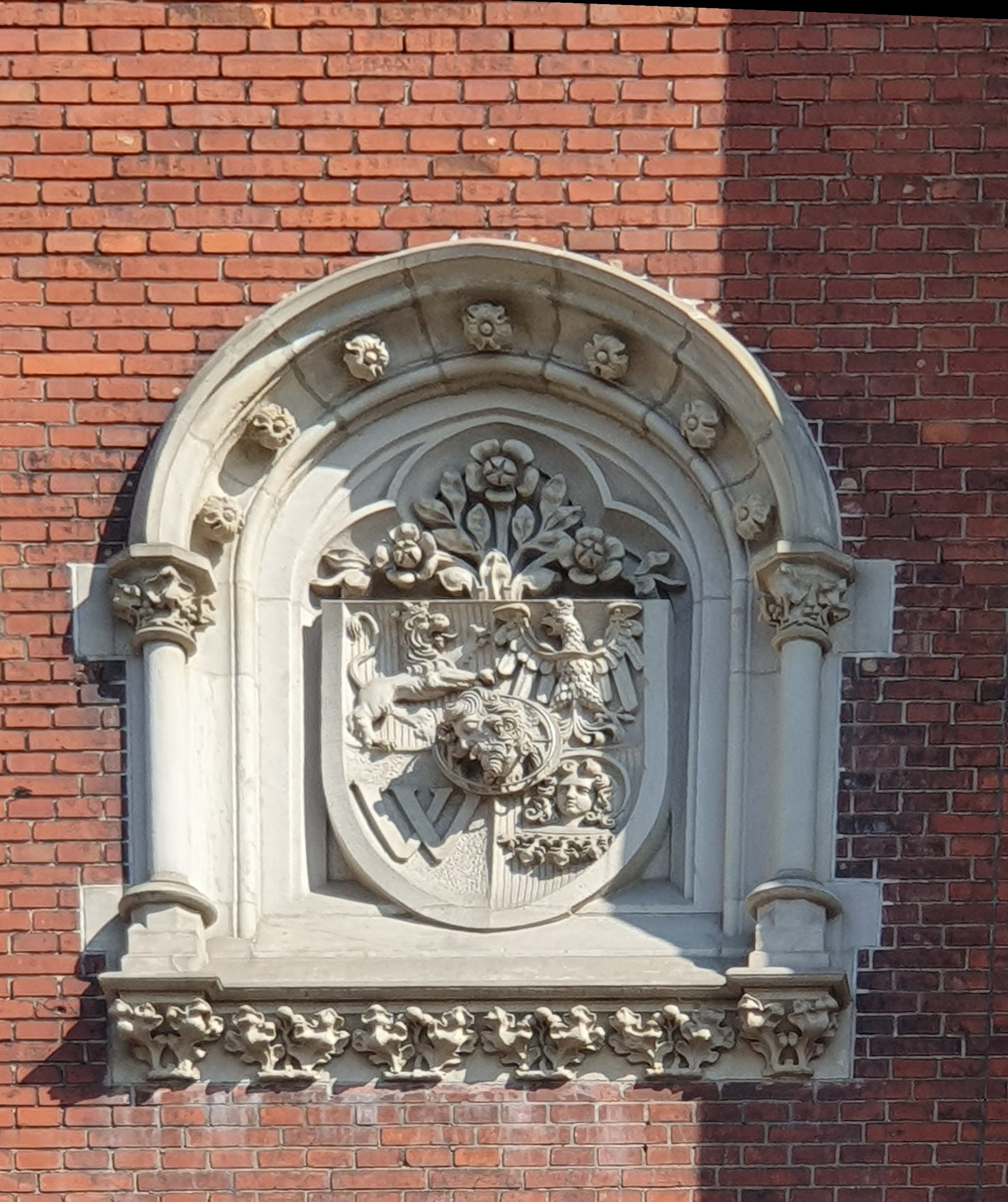
Herb Wrocławia na starym gmachu Biblioteki Uniwersyteckiej we Wrocławiu

Ceglano-kamienny gmach o powierzchni użytkowej 1243 m² zaprojektowano w stylu neogotyckim (gotyku północnego) z elementami romańskimi, na planie zbliżonym do prostokąta. Projekt miał nawiązywać do niemieckiego stylu narodowego i w symboliczny sposób do średniowiecznej tradycji przechowywania archiwów; był również wizytówką projektanta Plüddemanna. 
Budynek miał zwartą i wysoką bryłę z rozczłonkowanym dachem oraz czworoboczną, przechodzącą w ośmioboczną, wieżą zegarową, zwieńczoną dachem wieżowym. Zryzalitowane główne wejście do budynku znajdowało się w osi północnej elewacji i wykonane było w formie gotyckiego portalu, otoczone dwoma wąskimi ostrołukowymi oknami. Przez drzwi przechodziło się do wielkiego oszklonego dziedzińca z którego prowadziły wejścia do Miejskiej Kasy Oszczędnościowej i biura Archiwum Miejskiego oraz do reprezentacyjnej klatki schodowej prowadzącej na pierwsze piętro. Sala operacyjna MKO została przekryta sklepieniem krzyżowym o stalowej konstrukcji opartym na kamiennych filarach. Nad nią znajdowało się wysokie na 10 metrów pomieszczenie przeznaczone na magazyn książek, wzorowany m.in. na niemieckich bibliotekach w Halle o Kilonni z czterokondygnacyjnymi stalowymi regałami przymocowanymi do ścian zewnętrznych. Salę pokrywał masywny strop odcinkowy, połączony z wieńcem gzymsu koronującego. Dach miał stalową konstrukcję wieszarową i pokryty był dachówka ceramiczną. Elewacja utrzymana była w gotyckim stylu: na parterze umieszczono duże ostrołukowe okna ujęte w profilowane kamienne ościeża i, z racji bankowych pomieszczeń, zabezpieczone kratami. Górne okna umieszczone w tym samym rytmie osi zostały zgodnie ze stylem połączone w pionie i ozdobione kamiennymi maswerkami. Na każdej kondygnacji były one różne a okna powyżej nadproża zostały ujęte w kamienny łuk odcinkowy. W części dachu okna dodatkowo były akcentowane trójkątnymi szczytami. W narożniku budynku, od strony południowej u wylotu ul. Krupniczej, umieszczono czworoboczną, przechodzącą następnie w ośmiokątną wieżę zegarową zakończoną czworobocznym hełmem iglicowym, nadwieszonym na narożach, gdzie umieszczono niższe iglice. Na hełmie głównym znajdowała się arkadowa galeryjka.  Dodatkowa wieża posiadała dwukondygnacyjny kamienny wykusz. Południowa elewacja podzielona była płaskim ryzalitem przechodzącym w czworoboczna wieżę pokrytą hełmem iglicowym. Ryzalit oddzielał wschodnią część budynku gdzie znajdowały się mieszkania i biura.    
Ceglany budynek z piaskowcowymi elementami zdobią liczne detale rzeźbiarskie, m.in. kartusz z pięciopolowym herbem Wrocławia i symbolizująca oszczędzanie figura św. Parsymonii z sakiewką i skarbonką w rękach na narożniku gmachu, autorstwa rzeźbiarza Christiana Behrensa. W oknach umieszczono kolorowe witraże a we wnętrzach liczne polichromie. Prace kamieniarskie zostały wykonane przez firmę Ludwiga Niggla.  
Dla potrzeb realizowanej przez miasto inwestycji dokonano przebudowy okolicy powstającego budynku, tworząc pl. Bohaterów Getta (niem. Karlsplatz). Miejska biblioteka była ostatnim wrocławskim obiektem komercyjno-usługowym wzniesionym w stylu neogotyckim.

## Po 1945
W czasie II wojny światowej budynek nie został zniszczony i w maju 1945 r. przejęła go polska administracja. Rok później prezydent Wrocławia Bolesław Drobner przekazał gmach Uniwersytetowi Wrocławskiemu na potrzeby biblioteki. 
W 2012 r. ukończono nowy budynek biblioteki przy ul. Joliot-Curie 12, a jesienią 2014 r. uruchomiono w nim pierwsze usługi biblioteczne. Dotychczasowy budynek został wystawiony na sprzedaż, chociaż stara biblioteka miała pozostać w użyciu do 2020 roku.
Po oddaniu do użytku nowego budynku biblioteki Uniwersytet próbował w 2013, 2016 i 2018 r. sprzedać stary gmach biblioteki. W 2019 r. sprzedany został budynek przy ul. Szajnochy 10 (Pałac Wallenberg-Pachalych).